# Langgai Tinggang
Il langgai tinggang, detto anche langgai tinggan, langgi tinggang o mandau langgi tinggan è una spada tradizionale del popolo Iban del Borneo. Il nome langgai tinggang significa letteralmente "la piuma più lunga della coda di un bucero".

## Descrizione
L'arma è molto simile ad un niabor, ma con un'impugnatura che ricorda più quella del mandau. La lama è ricurva e convessa verso il lato tagliente, mentre il dorso è concavo. Su entrambi i lati è presente una sorta di spessa nervatura che percorre la lama per la sua intera lunghezza allo scopo di rinforzarla. La guardia è più piccola di quella del niabor ed è più simile a quella del mandau. Un'altra differenza con il niabor è rappresentata dal fatto che il pomolo del langgai tinggang è sempre decorato con ciuffi di peli di animali.